# Kochius colluvius
Espèce
Kochius colluvius est une espèce de scorpions de la famille des Vaejovidae.

## Distribution
Cette espèce est endémique d'Arizona aux États-Unis. Elle se rencontre dans le comté de Pima vers l'Avra Valley.

## Description
Le mâle holotype mesure 27,42 mm et la femelle paratype 37,60 mm, les mâles mesurent de 27,29 à 29,4 mm.

## Publication originale
- Ayrey, Jones & Myers, 2019 : « A new species of Kochius from Avra Valley, southern Arizona (Scorpiones: Vaejovidae). » Euscorpius, no 292, p. 1–13 (texte intégral).